# Porculus vianai
Porculus vianai là một loài bọ cánh cứng trong họ Ciidae. Loài này được Pic miêu tả khoa học năm 1940.